# Liste fiktiver deutscher Ortsnamen
Diese Tabelle enthält die alphabetisch sortierten Namen fiktiver Städte und Gemeinden in Deutschland oder im deutschen Sprachraum. Fiktive Orte sind erfundene oder verfremdete Schauplätze in Romanen, Erzählungen oder Kurzgeschichten sowie Filmen, TV-Serien, Popsongs, Bühnenstücken oder Computerspielen; einige Orte wie beispielsweise Hintertupfingen verdanken ihre Existenz auch Sprichwörtern oder volkstümlichen Überlieferungen. In seltenen Fällen (Bsp. „Waldsee“) sollen mit fiktiven Ortsnamen falsche Spuren gelegt werden.
Zum Teil sind fiktive Orte mit komplexen Ortshistorien bzw. Topografien ausgestattet (fiktive Universen); andere existieren nur als Name bzw. Chiffre.
Fiktive Orte sind häufig Ausdruck der Populärkultur ihrer Zeit. Die in solchen Ortschaften angesiedelten Figuren und Handlungen spiegeln die gesellschaftlichen Zustände und Konflikte dieser Periode wider, um dazu nicht real existierende Orte heranziehen zu müssen. So vermeiden die Urheber juristische oder politische Auseinandersetzungen.
| Ortsname                              | Lage                                                                      | Größe                               | Kontext | Urheber | Erstnennung | Besonderheit |  |
| ------------------------------------- | ------------------------------------------------------------------------- | ----------------------------------- | --- | --- | --- | --- |  |
| Alpenfestung                          | In den schwer zu erobernden Bergregion der Alpen in Bayern und Österreich | unbekannt (fiktiv)                  | Nationalsozialistisches Propagandaprojekt zur Ablenkung der eigenen Bevölkerung vor der tatsächlichen Kriegslage. Gleichzeitig Mittel der Abschreckung gegenüber den in diesem Raum vorrückenden gegnerischen Truppen (zumindest die US-Amerikaner gingen von einer realen Gefahr aus) | Adolf Hitler und Joseph Goebbels Nationalsozialistische Propaganda                                                 | ab März 1944 | In der angekündigten Weise nie umgesetzt |  |
| Apfelsdorf                            | Burgenland                                                                | Dorf                                | | András Szurdi: Kisváros                                                                                            | 1994 | |  |
| Barbarswila                           | Deutschschweiz                                                            | Kleinstadt                          | | Gerold Späth: Barbarswila                                                                                          | 1988 | Es bestehen Bezüge zu Rapperswil. |  |
| Bärstadt                              | unbekannt (fiktiv)                                                        | Großstadt                           | Bärstadt ist der Haupthandlungsort der Fernsehserie Löwenzahn | Peter Lustig, Anne Voss und andere, ZDF                                                                            | 24. März 1981 (Erstausstrahlung) | Bärstadt im Rheingau-Taunus-Kreis ist der Heimatort von Anne Voss, einer der Erfinderinnen des Formats. Gedreht werden die Folgen jedoch größtenteils in Berlin, so dass Autos in den Sendungen das Kfz-Kennzeichen B wie Bärstadt führen. |  |
| Bichelheim                            | Oberbayern                                                                | Dorf                                | siehe auch Sturm der Liebe | | seit 2005 | Schloß Fürstenhof = Schloss Vagen |  |
| Bixenweiler                           | Oberschwaben                                                              | Dorf / Gemeinde                     | Nachbardorf und Heimatdorf von Pia in der ZDFneo-Serie Tschappel | Marius Beck, Marc Philip Ginolas                                                                                   | 2025 | In der ersten Folge der ersten Staffel wird immer wieder thematisiert „Fahr ja nicht über Bixenweiler, auf der Straße passieren viele Wildunfälle“. Carlo hält sich aber nicht dran, weil er seinen Schwarm Pia nach Hause fahren will. |  |
| Büttenwarder                          | Schleswig-Holstein                                                        | unbekannt (Dorf)                    | rezipiert in der Fernsehserie Neues aus Büttenwarder und vom Kreis Stormarn auf dessen Webauftritt genannt | Norddeutscher Rundfunk, Norbert Eberlein (Drehbuch)                                                                | 26. Dezember 1997 | Büttenwarder wird auf der Internetseite des Kreises Stormann als 56. Gemeinde bezeichnet und hat die Postleitzahl 22999. |  |
| Castle Brennenburg                    | Ostpreußen                                                                | Burg                                | Der Ort das Videospiele Amnesia: The Dark Descent. | Frictional Games                                                                                                   | 2010 | |  |
| Castle Wolfenstein                    | Virtuell                                                                  | unbekannt                           | Zentraler Spielort des Computerspiels Castle Wolfenstein, einem der frühesten Vertreter des Genres der Schleich-Shooter. | Muse Software | 1981 | Castle Wolfenstein wurde 1987 in Deutschland indiziert, da das zuständige Gremium der Bundesprüfstelle für jugendgefährdende Schriften den Spielinhalt als kriegsverherrlichend eingestuft hatte (Entscheidung Nr. 2893 (V)) |  |
| Deekelsen                             | Schleswig-Holstein                                                        |                                     | Handlungsort der Fernsehserie Der Landarzt | ZDF, Herbert Lichtenfeld                                                                                           | 10. Februar 1987 | |  |
| Dusterstadt                           | Bayern                                                                    | Burg                                | Eine Burg auf einer Insel in der Donau die als Gefängnis diente, in der Serie Die Abenteuer des jungen Indiana Jones. | ABC | 1992 | Dusterstadt ist eine Fiktionalisierung der historischen Festung Ingolstadt an der Donau. Die Eröffnungsaufnahme von Dusterstadt ist die Burg Orava in der Slowakei. Die meisten Szenen spielen auf der Burg Pernštejn in Nedvědice, Tschechien. |  |
| Entepfuhl                             | Deutscher Bund                                                            | Kleinstadt                          | | Thomas Carlyle: Sartor Resartus                                                                                    | 1831 | |  |
| Eulenberg                             |                                                                           | unbekannt                           | Handlungsort des Kinderbuches Das kleine Gespenst | Otfried Preußler                                                                                                   | 1966 | |  |
| Eulenstein                            |                                                                           | Burg                                | Wohnort des kleinen Gespenstes im Kinderbuch Das kleine Gespenst. | Otfried Preußler                                                                                                   | 1966 | liegt in der Nähe des fiktiven Ortes Eulenberg |  |
| Falkenheim                            | Drittes Reich                                                             | Großestadt                          | Ort des Films Jojo Rabbit. | Fox Searchlight Pictures                                                                                           | 2019 | Der Film wurde in Zatec, Ustek und Prag gedreht. Die literarische Vorlage spielte im Wiener Bezirk Ottakring zur Zeit des Anschlusses Österreichs an das Deutsche Reich. |  |
| Fingen                                | Schweiz                                                                   | Kleinstadt                          | Der Schauplatz der überarbeiteten Fassung des Dramas „Der Besuch der alten Dame“ von Péter Rudolf und Hilda Hársing, das für das ungarische Publikum näher am ursprünglichen Namen liegt.                                                                                              | Friedrich Dürrenmatt, Péter Rudolf und Hilda Hársing                                                               | 2020 | |  |
| Finsdorf                              | nahe Köln, Rheinland                                                      | 500–2000 EW (Schätzung)             | In der TV-Serie Stromberg ist Finsdorf ein landwirtschaftlich geprägtes Dorf. Der Versicherungs-Abteilungsleiter Bernd Stromberg wird dorthin aus der (Kölner) Zentrale strafversetzt, um eine heruntergekommene Versicherungsagentur zu leiten.                                       | Brainpool TV GmbH; Pro Sieben, Ralf Husmann (Idee)                                                                 | 2009 (vierte Staffel der TV-Serie) | Begleitend wurde die fiktive Orts-Website www.finsdorf.de geschaltet. |  |
| Fortzenheim                           | Deutschland (fiktiv: Groß-Oberland im Würmischen Kreis)                   | unbekannt (fiktiv)                  | | Andreas Gryphius: Herr Peter Squenz                                                                                | 1657 (Druck) | |  |
| Germelshausen                         | Thüringen                                                                 | Dorf                                | | Friedrich Gerstäcker: Germelshausen                                                                                | 1860 | |  |
| Göberitz                              | Brandenburg                                                               | unbekannt                           | In der TV-Serie Verliebt in Berlin ist Göberitz der Herkunftsort der Einzelhandelskauffrau Lisa Plenske, die später zur Geschäftsführerin des Mode-Unternehmens Kerima Moda aufsteigt.                                                                                                 | Grundy UFA, Phoenix Film                                                                                           | 2005–2007 | |  |
| Göniönesmühl                          | Südbairisch                                                               | Kleinstadt                          | | Ernst Theodor Amadeus Hoffmann: Lebens-Ansichten des Katers Murr                                                   | 1819–1821 | |  |
| Grievow                               | bei Schwerin, Mecklenburg-Vorpommern                                      | Dorf                                | Im TV-Film bzw. der Miniserie Für immer Sommer 90 ist Grievow das Herkunftsdorf des Investmentbankers Andy Brettschneider und eine der Stationen dieses Roadmovies. | ARD Degeto, Florida Entertainment GmbH; Charly Hübner, Lars Jessen, Jan Georg Schütte (Drehbuch)                   | 2020 | |  |
| Güllen                                | Schweiz                                                                   | Kleinstadt                          | Handlungsort im Besuch der alten Dame | Friedrich Dürrenmatt                                                                                               | 1956 | |  |
| Hintertupfingen („Kleinkleckersdorf“) | variabel                                                                  | kleinstädtisch / dörflich           | Steht als Chiffre für einen unbedeutenden, abgelegenen, rückständigen Ort in der Provinz. | sprichwörtlich, volkstümlich                                                                                       | unbekannt | |  |
| Hindafing                             | Oberbayern – „irgendwo zwischen Ingolstadt und der tschechischen Grenze“  | kleinstädtisch / dörflich           | Handlungsort der Fernsehserie Hindafing | Bayerischer Rundfunk                                                                                               | 16. Mai 2017 | Die Szenen im und um das Hindafinger Rathaus sowie die Innenaufnahmen der Polizeiwache wurden in Olching gedreht. |  |
| Hengasch                              | Kreis Liebernich, in der Eifel, Kfz-Kennzeichen: LIE                      | Ortschaft                           | Handlungsort der Fernsehserie Mord mit Aussicht | WDR Fernsehen | 7. Januar 2008 auf Das Erste | Die Dreharbeiten fanden zum Teil in Kallmuth in der Eifel sowie im Stadtteil Liedberg der Stadt Korschenbroich (Rhein-Kreis Neuss) statt. |  |
| Hinterschlag                          | Deutsche Bund                                                             | Kleinstadt                          | | Thomas Carlyle: Sartor Resartus                                                                                    | 1831 | |  |
| Hintervorderbach                      | Oberschwaben                                                              | Dorf                                | Handlungsort der Fernsehserie Tschappel | ZDFneo | 2025 | Die Dreharbeiten zur Fernsehserie fanden in Zußdorf (Oberschwaben) und Umkreis statt. Hintervorderbach fingiert als fiktive Bezeichnung für Zußdorf. |  |
| Hopfingen                             | Schwaben                                                                  | Kleinstadt (Kfz-Kennzeichen: HOP)   | Ereignisort des Fernsehfilms Eine Hochzeit platzt selten allein | ARD | 2018 | |  |
| Hunsum                                | Norddeutschland                                                           | Mittelstadt                         | Im Roman „Herr Oluf in Hunsum“ des deutschen Schriftstellers Christopher Ecker ist Hunsum Schauplatz eines wissenschaftlichen Kongresses, an dem der Protagonist Oluf Sattler teilnimmt.                                                                                               | Christopher Ecker, Mitteldeutscher Verlag, Halle                                                                   | 2021 | Namensähnlichkeit zum real existierenden Husum wird im Roman thematisiert |  |
| Isenstadt                             | Drittes Reich                                                             | Großestadt                          | Der Ort des Videospiels Wolfenstein. | Raven Software Activision                                                                                          | 2009 | |  |
| Kälberfurtz                           | Deutschland (fiktiv: Groß-Oberland im Würmischen Kreis)                   | unbekannt (fiktiv)                  | | Andreas Gryphius: Herr Peter Squenz                                                                                | 1657 (Druck) | |  |
| Kalmüsel                              | Lüneburger Heide                                                          | Heidedorf                           | Handlungsort der Fernsehserie Zwei schwarze Schafe: Geschichten aus Kalmüsel | ZDF; Justus Pfaue (Drehbuch)                                                                                       | 1984 | |  |
| Kana                                  | Thüringen                                                                 | Kleinstadt                          | | László Krasznahorkai: Herscht 07769                                                                                | 2021 | |  |
| Kanzheim                              | Südbairisch                                                               | Dorf                                | | Ernst Theodor Amadeus Hoffmann: Lebens-Ansichten des Katers Murr                                                   | 1819–1821 | |  |
| Klein-Beken                           | Nordrhein-Westfalen, nahe Gummersbach                                     | Dorf                                | Wohnort der Wirtin, Köchin und Hobby-Detektivin Britta Janssen in der mehrteiligen ZDF-Krimikomödie Mordshunger – Verbrechen und andere Delikatessen. | Network Movie; Volker Gehrke, Christian Jeltsch, Mika Kallwass, Sebastian Stobbe, Jörg von Schlebrügge, (Drehbuch) | 2013 | |  |
| Kleinstadt                            | Bayerische Alpen                                                          | Kleinstadt                          | Eine kleine Stadt im Videospiel The Operative: No One Lives Forever | Monolith Productions                                                                                               | 2000 | |  |
| Knuffingen                            | Bayern                                                                    | Modelbahnort mit aktiverm Flugplatz | eine Station im Miniatur Wunderland | Produktionsteam der Anlage                                                                                         | 2002 | |  |
| Krähwinkel                            | Deutschland, Österreich                                                   | Kleinstadt                          | Krähwinkel ist ein Ortsname, der ohne Bezug auf einen der konkreten Orte dieses Namens redensartlich für kleinstädtische, spießbürgerliche Beschränktheit steht. | Jean Paul: Das heimliche Klagelied der jetzigen Männer                                                             | 1801 | |  |
| Küblach                               | Landkreis Freyung-Grafenau                                                | Kleinstadt                          | Handlungsort der Fernsehserie Forsthaus Falkenau | neue deutsche Filmgesellschaft                                                                                     | 1989 | |  |
| Kugelstadt                            | Drittes Reich                                                             | Kleinstadt                          | Einer der Orte in den Videospielen Return to Castle Wolfenstein | Gray Matter Studios                                                                                                | 2001 | |  |
| Lansing                               | Oberbayern                                                                | Dorf                                | Handlungsort der Fernsehserie Dahoam is Dahoam | Bayerischer Rundfunk                                                                                               | 8. Oktober 2007 | Gedreht wird auf dem Gelände einer ehemaligen Feinpappenfabrik am Rand von Dachau. Die Landschaftsaufnahmen zeigen dagegen das zur Gemeinde Waging am See (Kreis Traunstein/Oberbayern) gehörige Dorf Tettenhausen im Rupertiwinkel. |  |
| Lastrum                               | Niedersachsen, Neben Vechta                                               | Dorf                                | Ort des Films Tatort: Lastrumer Mischung. | NDR | 2002 | Der Film wurde in Hannover und Vechta gedreht. |  |
| Lebensbaum                            | Deutschland                                                               | Kleinstadt                          | Der Ort des Videospiels Shadow of Memories. | Konami Computer Entertainment Tokyo Runecraft                                                                      | 2001 | Lebensbaum wurde wahrscheinlich von der echten deutschen Stadt Rothenburg ob der Tauber inspiriert, einige der Architekturen und Stadtpläne sehen sehr ähnlich aus. |  |
| Lebensdorf                            | Deutschland                                                               | Dorf                                | Einer der Drehorte des Films Lebensdorf. | Abis Studio, Chainsaw Europe, Electric Sheep                                                                       | 2021 | |  |
| Mägdeflecken                          | Deutschland (fiktiv: Groß-Oberland im Würmischen Kreis)                   | unbekannt (fiktiv)                  | | Andreas Gryphius: Herr Peter Squenz                                                                                | 1657 (Druck) | |  |
| Meuchelbeck                           | Niederrhein                                                               | Dorf                                | Titelgebender Herkunftsort des TV-Serienhelden Markus Lindemann in der gleichnamigen Fernsehserie, in dem die Zeit trotz 20-jähriger Abwesenheit stehengeblieben zu sein scheint. | Zieglerfilm Köln; Stefan Rogall (Drehbuch)                                                                         | 2015 | |  |
| Mitkau                                | Ostpreußen                                                                | Dorf                                | | Walter Kempowski: Alles umsonst                                                                                    | 2006 | |  |
| Mordach                               | Bayern                                                                    | Dorf                                | | Mordach - Tod in den Bergen                                                                                        | 2022 | |  |
| Mügli am See                          | Schweiz                                                                   | Kleinstadt                          | | Jenő Rejtő: Der blonde Hurrikan                                                                                    | 1939 | |  |
| Müglisee                              | Schweiz                                                                   | See                                 | | Jenő Rejtő: Der blonde Hurrikan                                                                                    | 1939 | |  |
| Narrenburg                            | Deutschland (fiktiv: Groß-Oberland im Würmischen Kreis)                   | unbekannt (fiktiv)                  | | Andreas Gryphius: Herr Peter Squenz                                                                                | 1657 (Druck) | |  |
| Neu-Schaffrath                        | In der Nähe von Köln                                                      | Dorf                                | Ort des Films Tatort: Schürfwunden. | WDR | 2005 | Der Film wurde in Otzenrath und Köln gedreht. |  |
| Neustadt                              | unbekannt                                                                 | Kleinstadt                          | Neustadt ist der fiktive Handlungsort der Hörspielserien Benjamin Blümchen und Bibi Blocksberg. | Elfie Donnelly (Schriftstellerin)                                                                                  | 1977, mit der Veröffentlichung des ersten Benjamin Blümchen-Hörspiels, bzw. 1980, mit der Veröffentlichung des ersten Bibi Blocksberg-Hörspiels. | Neustadt ist einer der häufigsten Ortsnamen in Deutschland. Beim fiktiven Neustadt der beiden Hörspielserien handelt es sich jeweils um denselben Ort: manche Personen, wie der Bürgermeister, spielen in beiden Serien mit. |  |
| Niederkaltenkirchen                   | Niederbayern                                                              | ca. 5000                            | Schauplatz der niederbayerischen „Provinzkrimis“ um den Dorfpolizisten Franz Eberhofer, beginnend mit dem Band Winterkartoffelknödel. | Rita Falk (Schriftstellerin)                                                                                       | 2010 | Ort ähnelt laut Autorin der real existierenden Marktgemeinde Frontenhausen im Landkreis Dingolfing-Landau. |  |
| Paderborn                             | Bayerische Alpen, Die österreichische Grenze ist nah.                     | Dorf                                | Einer der Orte in den Videospielen Return to Castle Wolfenstein und Wolfenstein: The Old Blood. Es liegt neben Schloss Wolfenstein. | Gray Matter Studios, MachineGames                                                                                  | 2001, 2015 | |  |
| Philippsburg                          | Baden-Württemberg                                                         | Großstadt                           | Fiktiver Handlungsort im Roman Ehen in Philippsburg von Martin Walser. | Martin Walser | 1957 (Ersterscheinung des Romans) | Es gibt zwar eine Stadt namens Philippsburg in Baden-Württemberg, diese ist aber viel zu klein, um Vorlage der Stadt im Roman zu sein. Walser selbst gab einmal den Hinweis, dass Stuttgart die Vorlage für die fiktive Stadt war. |  |
| Plattengülle                          | Wiehengebirge, Niedersachsen                                              | Dorf                                | ländlicher Heimatort von Frieda & Anneliese und Günther dem Treckerfahrer | Dietmar Wischmeyer                                                                                                 | 1992 | |  |
| Posemuckel                            | variabel                                                                  | kleinstädtisch / dörflich           | Steht als Chiffre für einen unbedeutenden, abgelegenen, rückständigen Ort in der Provinz. | sprichwörtlich, volkstümlich                                                                                       | unbekannt | |  |
| Reichenberg                           | Sauerland, Nordrhein-Westfalen                                            | Kleinstadt                          | Dort spielt die Comedy-Fernsehserie Oppen und Ehrlich. | Felix Huby | 1992 | Gedreht wurde auf dem Marktplatz der sauerländischen Mittelstadt Brilon. |  |
| Reinöd                                | Niederbayern                                                              | Dorf                                | | Martin Sperr: Jagdszenen aus Niederbayern                                                                          | 1965 | |  |
| Rinseln                               | Nordrhein-Westfalen                                                       | Kleinstadt                          | | How to Sell Drugs Online (Fast)                                                                                    | 2019 | Kartographische Vorlage war der Bonner Stadtteil Röttgen. |  |
| Rossitz                               | Herzogtum Schwaben                                                        | Unbekannt                           | | Heinrich von Kleist: Die Familie Schroffenstein                                                                    | 1803 | |  |
| Roulettenburg                         | Großherzogtum Hessen                                                      | Kleinstadt                          | Roulettenburg ist ein kleiner Ferienort mit großen Casinos. | Fjodor Dostojewski: Der Spieler                                                                                    | 1866 | Der Roman trägt autobiographische Züge. So ließe sich bei Roulettenburg an Wiesbaden denken, wo Dostojewski selbst erstmals Roulette spielte, oder an Bad Homburg – diese beiden Städte nehmen für sich in Anspruch, Dostojewskis Roulettenburg zu sein. Allerdings wird in der Erzählung Homburg (ebenso wie Baden-Baden) neben Roulettenburg als nicht identische Stadt genannt. |  |
| Rumsrüttelkoog                        | Deutsch-friesisches Küstengebiet                                          | Dorf                                | In der Kinder-Fernsehserie Käpt’n Blaubär (ARD) ist Rumsrüttelkoog ein Ort in der Nähe der Felsklippe, auf welcher der Titelheld einen gestrandeten Fischkutter bewohnt. | Walter Moers (Autor)                                                                                               | 1991 | |  |
| Ruch                                  | Deutschschweiz                                                            | Kleinstadt                          | | Reto Hänny: Ruch                                                                                                   | 1979 | Ist zugleich ein Anagramm für Chur. |  |
| Schabbach                             | Hunsrück                                                                  | Dorf                                | Handlungsort der Filmreihe Heimat – Eine deutsche Chronik | Edgar Reitz (Autor)                                                                                                | 1984 | Eigentlich ein verbreiteter Familienname im Hunsrück. Reitz entdeckte ihn auf einem Grabstein in Morbach. |  |
| Schönhorst                            | Oberbarnim, Brandenburg                                                   | Dorf                                | Fernsehserie Krause | Bernd Böhlich | 2007–2022 | Dorfpolizist Horst Krause und seine beiden Schwestern betreiben den Gasthof in Schönhorst |  |
| Schriedingen                          | Baden-Württemberg                                                         | Dorf                                | Der Ort der Serie Hannes und der Bürgermeister. | Süddeutscher Rundfunk                                                                                              | 1994–2023 | |  |
| Schwacht bei Zungli am See            | Schweiz                                                                   | Kleinstadt                          | | Jenő Rejtő: Der blonde Hurrikan                                                                                    | 1939 | |  |
| Schwanitz                             | Deutsche Ostseeküste                                                      | Dorf                                | Handlungsort der ARD-Kriminalfilmreihe Nord bei Nordwest. Der ehemalige Hamburger Polizist Hauke Jacobs lässt sich dort als Tierarzt nieder. | Aspekt Telefilm-Produktion; Holger Karsten Schmidt (Idee)                                                          | 2014 | |  |
| Sedwitz                               | Thüringen (DDR) / Franken (BRD)                                           | Dorf                                | geteilter Grenzort an der innerdeutschen Grenze als Handlungsort der sechsteiligen ARD-Fernsehserie Sedwitz | | 2015 | Wortspiel aus SED und Witz |  |
| Seebühl am Bühlsee                    | Alpen                                                                     | Dorf                                | | Erich Kästner: Das doppelte Lottchen                                                                               | 1949 | |  |
| Seldwyla                              | Deutschschweiz                                                            | Kleinstadt                          | | Gottfried Keller: Die Leute von Seldwyla                                                                           | 1856 (Druck) | |  |
| Siegheilkirchen                       | Österreich                                                                | Kleinstadt                          | Der Drehort des Animationsfilms Rotzbub. | Aichholzer Filmproduktion; Filmbüro Münchner Freiheit; ARRI Media                                                  | 2021 | |  |
| Sieghartsweiler                       | Südbairisch                                                               | Kleinstadt                          | | Ernst Theodor Amadeus Hoffmann: Lebens-Ansichten des Katers Murr                                                   | 1819–1821 | |  |
| Stenkelfeld                           | Norddeutschland                                                           | Landkreis                           | Handlungsort der Radio-Comedy Stenkelfeld vom NDR | Detlev Gröning, Harald Wehmeier (Autoren)                                                                          | 1990er Jahre | Viele handelnden Personen und Ortsangaben haben den Umlaut „ö“ im Nachnamen. |  |
| Tassing                               | Oberbayern                                                                | Kleinstadt                          | Der Ort des Videospiels Pentiment. | Obsidian Entertainment                                                                                             | 2022 | |  |
| Thunder-ten-Tronckh                   | Westfalen                                                                 | Stadtstaat                          | | Voltaire: Candide oder der Optimismus                                                                              | Januar 1759 | |  |
| Trüberbrook                           | Deutschland                                                               | Dorf                                | Der ort das Videospiel Trüberbrook | Bildundtonfabrik, Headup Games, btf GmbH                                                                           | 2019 | |  |
| Uhlenbusch                            | Niedersachsen                                                             | unbekannt (Dorf)                    | Handlungsort der Kinderserie Neues aus Uhlenbusch | ZDF | 24. Dezember 1977 | u. a. mit Hans Peter Korff (als Postbote Onkel Heini) |  |
| Utzbach                               | Österreich                                                                | Dorf                                | Österreichisches Dorf mit 240 Einwohnern. | Thomas Bernhard: Der Theatermacher                                                                                 | 1984 | |  |
| Unterleuten                           | Brandenburg                                                               | 200 EW                              | Titelgebender Schauplatz eines Gesellschaftsromans, in dem die soziale Struktur eines Dorfes durch ein Windpark-Investitionsprojekt in Aufruhr gerät. | Juli Zeh (Schriftstellerin)                                                                                        | 2016 | Wurde als Unterleuten – Das zerrissene Dorf verfilmt. |  |
| Volpe                                 | Bergisches Land (NRW)                                                     | Kleinstadt                          | Schauplatz mehrerer Folgen der TV-Kriminalfilmreihe Polizeiruf 110 (ARD, ursprünglich DFF). In Volpe ermittelten der Polizeihauptmeister Karl-Heinz Küppers und der Polizeiobermeister Sigurd „Siggi“ Möller.                                                                          | diverse Autoren | 1995 | Der Ortsname ähnelt bewusst dem realen Ort Olpe im Sauerland, wo Teile der Episoden gedreht wurden. |  |
| Wahlheim                              | In der Nähe von Frankfurt am Main                                         | Dorf                                | | Johann Wolfgang von Goethe: Die Leiden des jungen Werthers                                                         | September 1774 | Basierend auf der Stadt Garbenheim |  |
| Waldau                                | Schwarzwald (Baden-Württemberg)                                           | unbekannt (Dorf)                    | ein Handlungsort in der Fernsehserie Tiere bis unters Dach | Südwestrundfunk (SWR), Sebastian Andrae                                                                            | 16. Januar 2010 auf Das Erste | |  |
| Waldhagen                             | Norddeutschland, Schleswig-Holstein?                                      | unbekannt (Dorf)                    | Handlungsort in der Schulfunkreihe Neues aus Waldhagen | Norddeutscher Rundfunk (NDR), Gernot Weitzl                                                                        | 11. November 1955 | |  |
| Waldsee                               | Thüringen                                                                 | kleinstädtisch / dörflich           | Von den Nationalsozialisten fingierter Kurort und Absendeort von Postkarten zur Täuschung der Angehörigen ihrer Opfer. Diese mussten in Wahrheit aus dem KZ Auschwitz schreiben. | Hermann Krumey, NS-Funktionär in Budapest                                                                          | 1944 | Es existieren mehrere reale Ortschaften dieses Namens. |  |
| Warwand                               | Herzogtum Schwaben                                                        | Unbekannt                           | | Heinrich von Kleist: Die Familie Schroffenstein                                                                    | 1803 | |  |
| Weinberg                              | Rund um die Ahr.                                                          | Dorf                                | Der Ort der Weinberg-Miniserie. | TNT Serie | 2015 | |  |
| Weissnichtwo                          | Deutscher Bund                                                            | Großstadt                           | | Thomas Carlyle: Sartor Resartus                                                                                    | 1831 | |  |
| Weißfischhausen                       | Deutschland (fiktiv: Groß-Oberland im Würmischen Kreis)                   | unbekannt (fiktiv)                  | | Andreas Gryphius: Herr Peter Squenz                                                                                | 1657 (Druck) | |  |
| Wisborg                               | Deutscher Bund                                                            | Kleinstadt                          | Einer der Drehorte des Films Nosferatu – Eine Symphonie des Grauens. | Film Arts Guild, Prana Film                                                                                        | 1922 | Hutters Abschied von Wisborg wurde im Hof der Heiligen-Geist-Kirche in Wismar gefilmt. Der Salzspeicher in Lübeck diente als Kulisse für Orloks Haus in Wisborg. |  |
| Wulfburg                              | Bayerische Alpen, Die österreichische Grenze ist nah.                     | Dorf                                | Einer der Orte in den Videospielen Return to Castle Wolfenstein und Wolfenstein: The Old Blood. Es liegt neben Schloss Wolfenstein. | Gray Matter Studios, MachineGames                                                                                  | 2001, 2015 | Der Name des Dorfes scheint eine Anspielung auf die deutsche Stadt Wolfsburg zu sein. |  |